# Ara Sargsjan

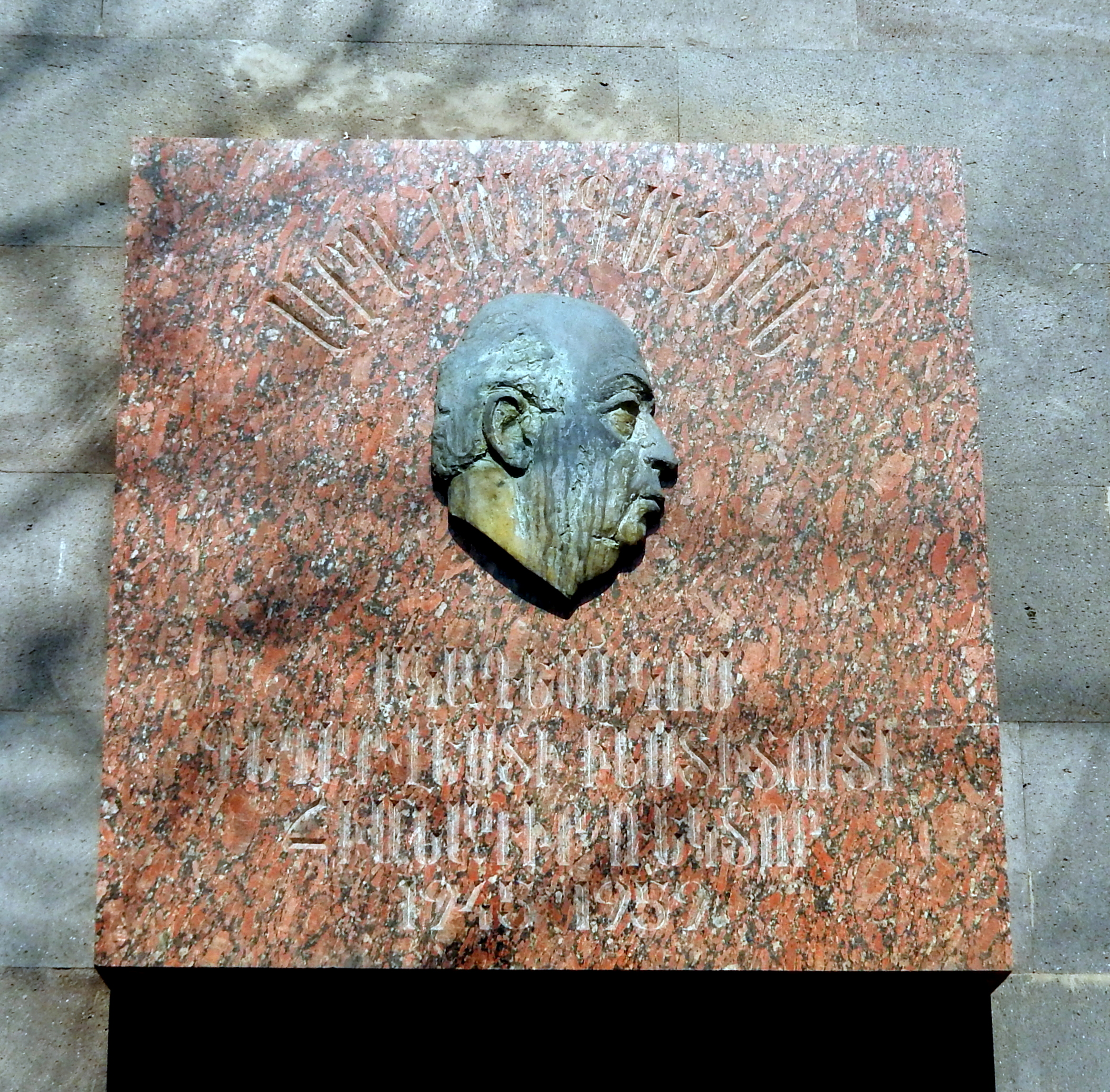
Ara Sargsjans plakett på Isahakyangatan i Jerevan

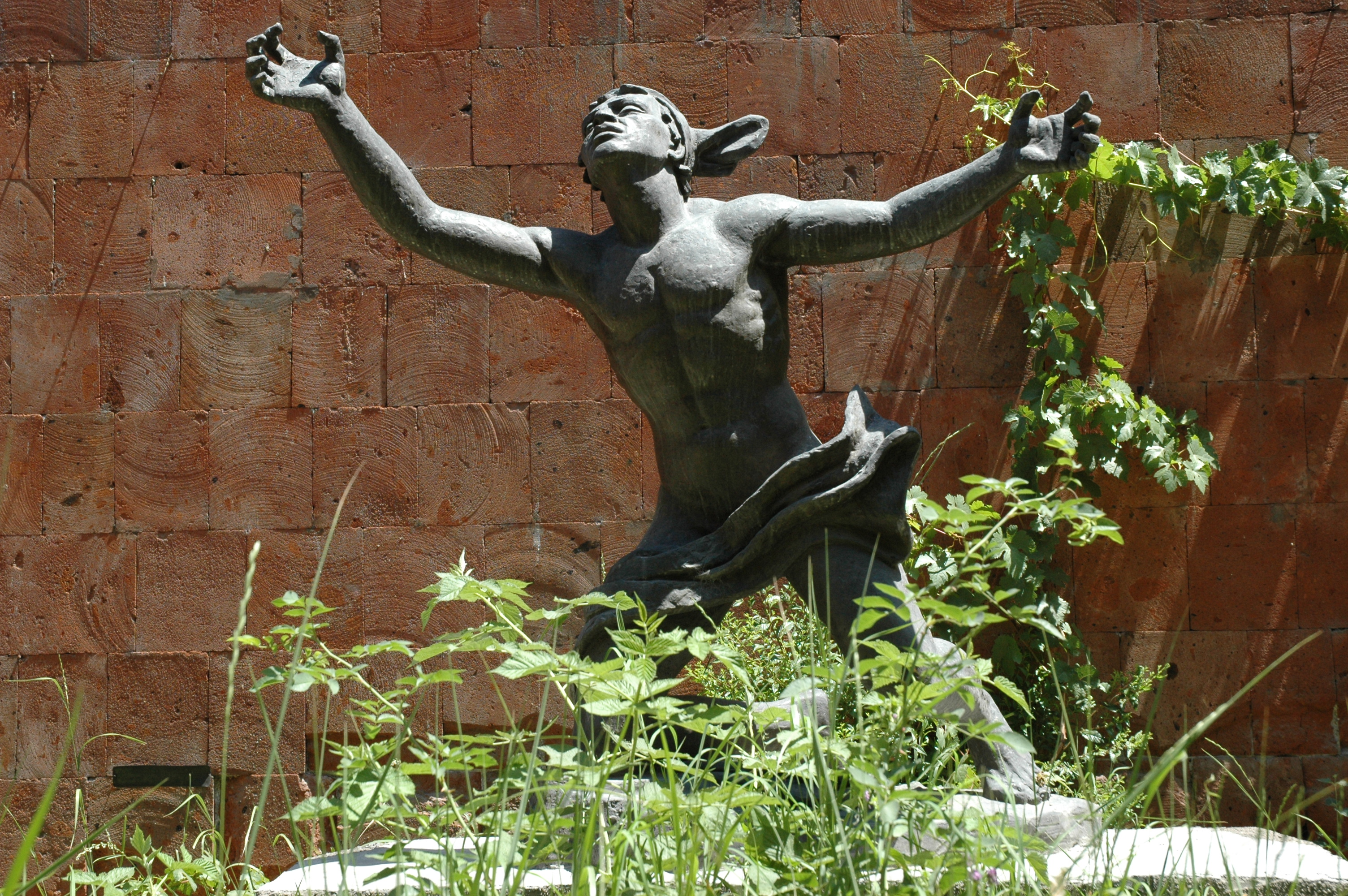
Skulptur av Ara Sargsjan på gården till Ara Sargsjan och Hakob Kojojanmuseet i Jerevan

 Ara Sargsjan (armeniska: Արա Միհրանի Սարգսյան), född 7 april 1902 i den armeniska byn Makri, nära Konstantinopel i det Osmanska riket (nu Istanbul i Turkiet), död 13 juni 1969 i Jerevan i Armeniska SSR i Sovjetunionen (nu republiken Armenien), var en armenisk skulptör, gravör och tecknare.

## Uppväxt och utbildning
Efter att först ha gått i byns lokala armeniska skola, skrev Ara Sargsjan in sig på Konstantinopels konstskola i Konstantinopel i Turkiet och studerade för den kände ottomansk-armeniske skulptören Jervand Voskan (1855–1914), också känd som Osgan Efendi. Han flyttade till Aten i Grekland 1902 och till Rom i Italien och därefter till Wien i Österrike-Ungern, där han studerade skulptur till 1925. År 1925 flyttade Ara Sargsjan till det då Armeniska socialistiska sovjetrepubliken inom Sovjetunionen.

## Gärning
Sargsjan gjorde framför allt byster och andra porträttskulpturer. Till hans mest kända verk hör monumentet Moder Armenien i Gjumri samt statyerna av Hovhannes Tumanjan och Aleksandr Spendiarjan framför Jerevans operahus. Den senare skapade han tillsammans med Ghukas Tjubarjan. Han har också skapat statyerna över Mesrop Masjtots och Sahak Partev framför Jerevans statliga universitet.
Sargsjan grundade efter andra världskriget Jerevans statliga konstinstitut och var dess första chef, fram till 1959. Han var en entusiasmerande lärare och utövade påverkan på många konstnärer, till exempel Rafik Chatjatrjan (1937–1993) och Ghukas Tjubarjan. Han blev utnämnd till Folkets konstnär i Sovjetunionen 1963 och var ledamot av Ryska konstakademien i Moskva.
Ara Sargsjans hem i ett tvåvåningshus vid Pusjkingatan i distriktet Kentron i Jerevan har gjorts om till ett statligt museum, Ara Sargsjan och Hakob Kojojanmuseet, vilket sedan 1973 visar större delen av hans produktion. Museet är en del av Armeniens nationalmuseum och visar bland annat konstverk ur nationalmuseets samlingar. Ara Sargsjan bodde och arbetade i huset tillsammans med bildkonstnären Hakob Kojojan (1883–1959) från 1934.
| ”                 | Ara Sargsjan är en av pelarna i vår moderna konst. Han förvärvade konstutbildning i Europa, och fortfarande ung, full av kreativ energi och obegränsad ambition, kom till Armenien och sammansmälte med hela sitt väsen med sitt hemland, genomsyrad av hennes nya dagar. Under de allra första åren är ett antal monumentalmonument som skapats av honom i sitt hemland, liksom alla hans bästa skapelser, genomsyrade av andan av vårt folks återfödelse och dess djupt kända tro på framtiden. Ara Sargsjan går inte att skilja från det armeniska folket och dess kultur med sin mångfacetterade kreativitet. | „ |
| – Martiros Sarjan | |   |

## Bildgalleri

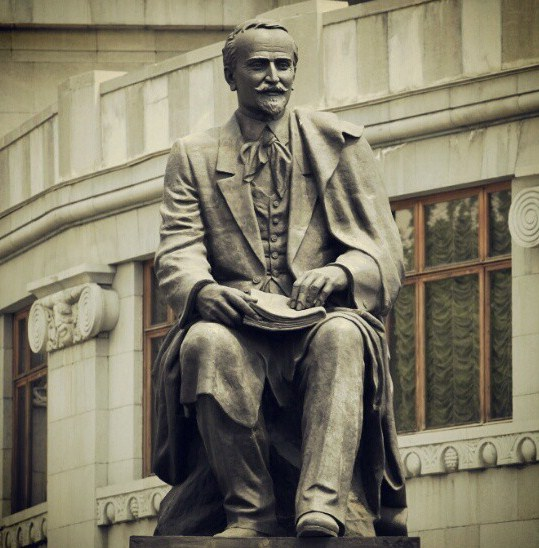
Statyn över Hovhannes Tumanjan utanför Jerevans operahus
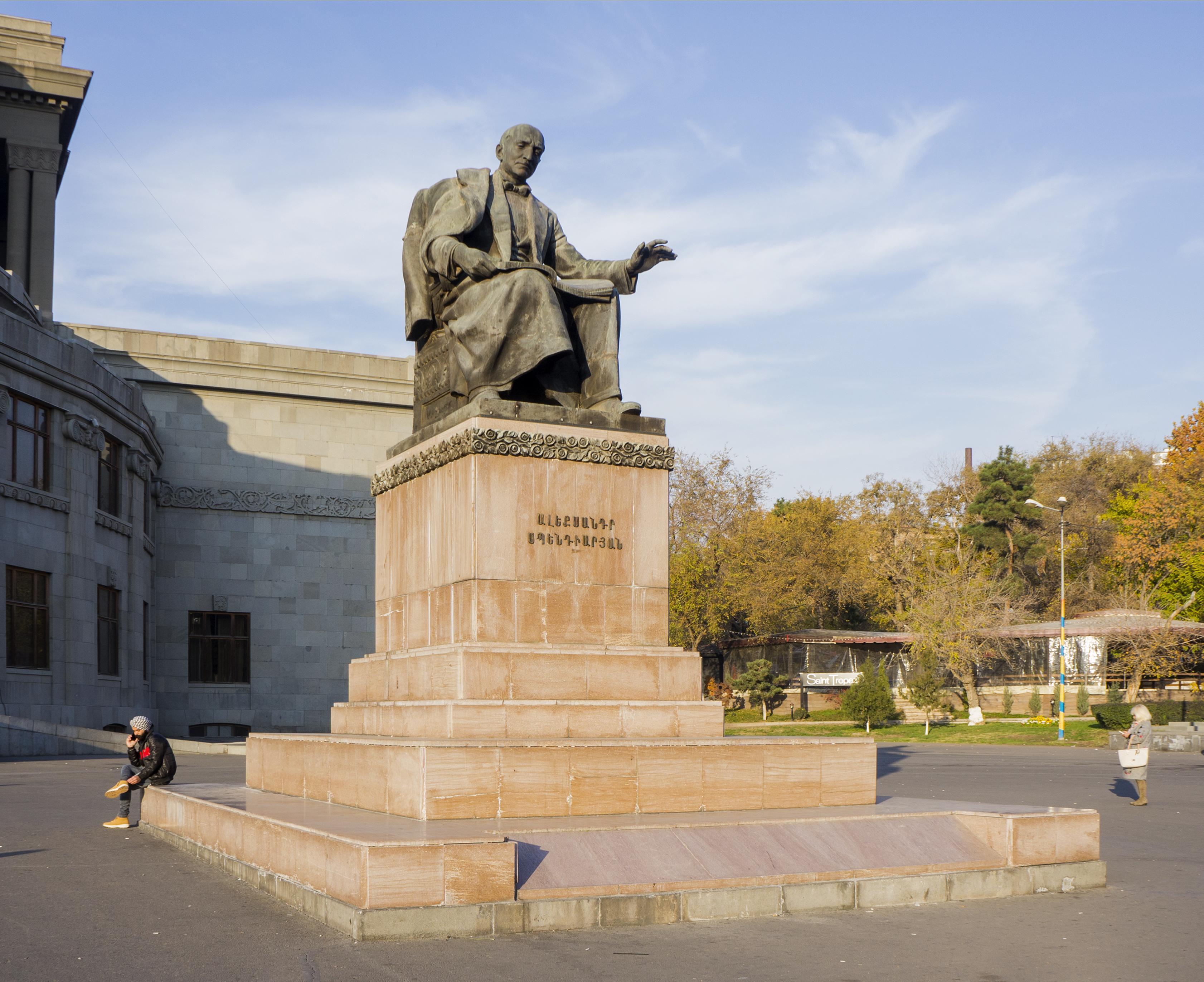
Statyn över Aleksandr Spendiarjan utanför Jerevans operahus
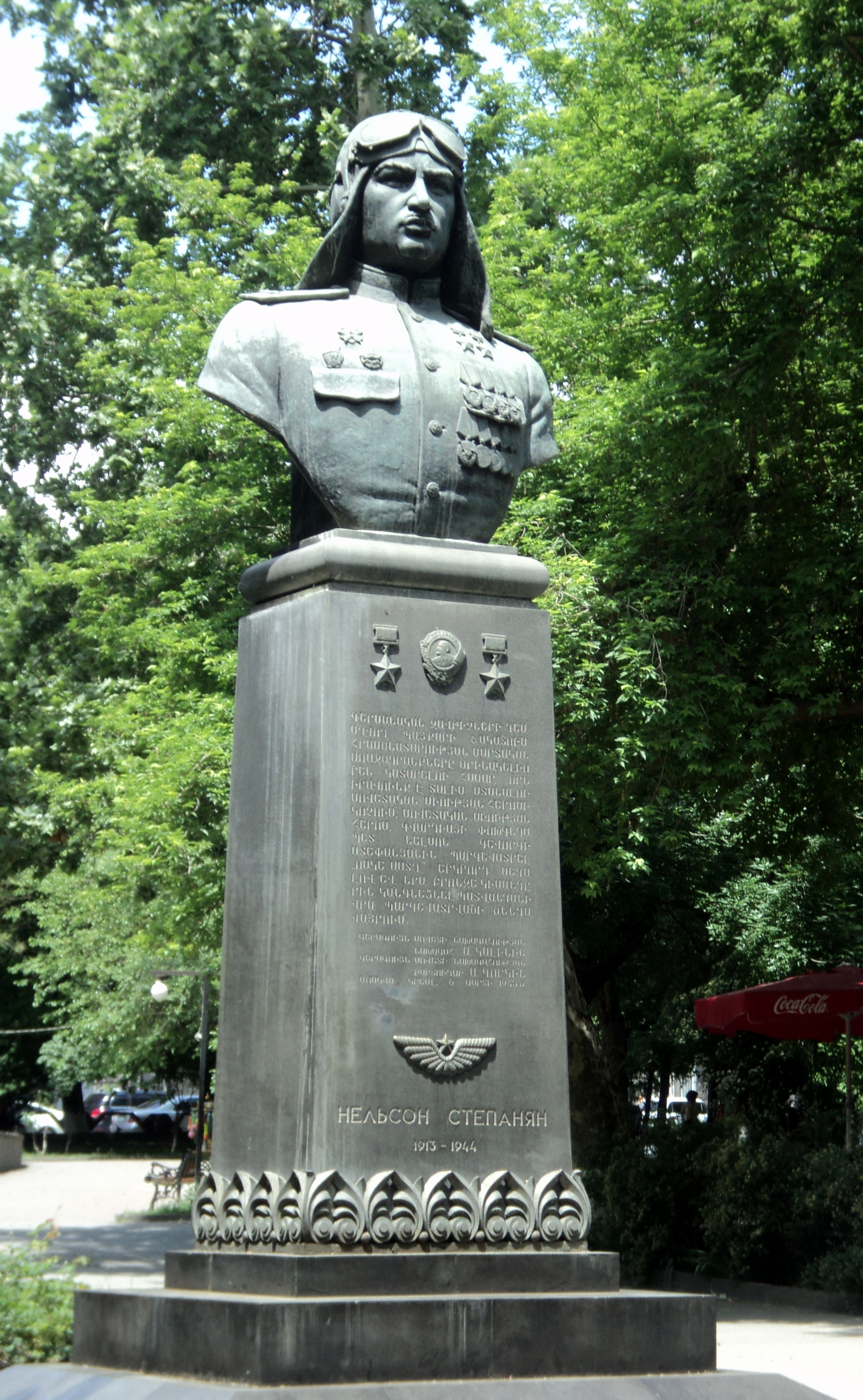
Staty över Nelson Stepanjan i Jerevan
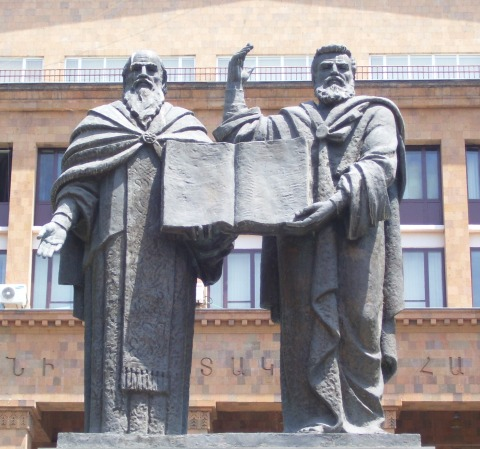
Staty över Sahak Partev och Mesrop Masjtots i Jerevan framför Jerevans statliga universitet
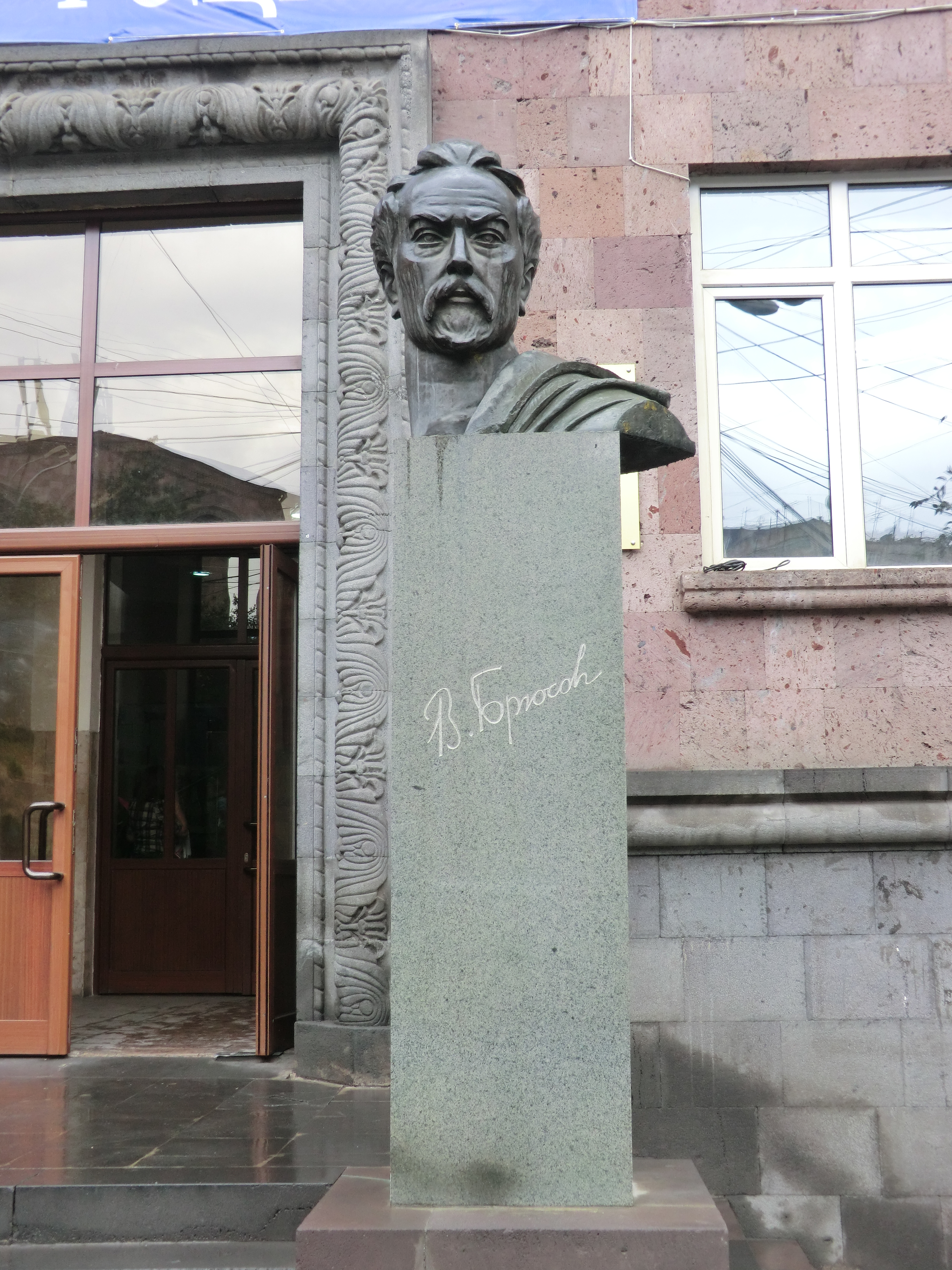
Staty över Valerij Brjusov framför Jerevans statliga universitet för språk och samhällsvetenskap
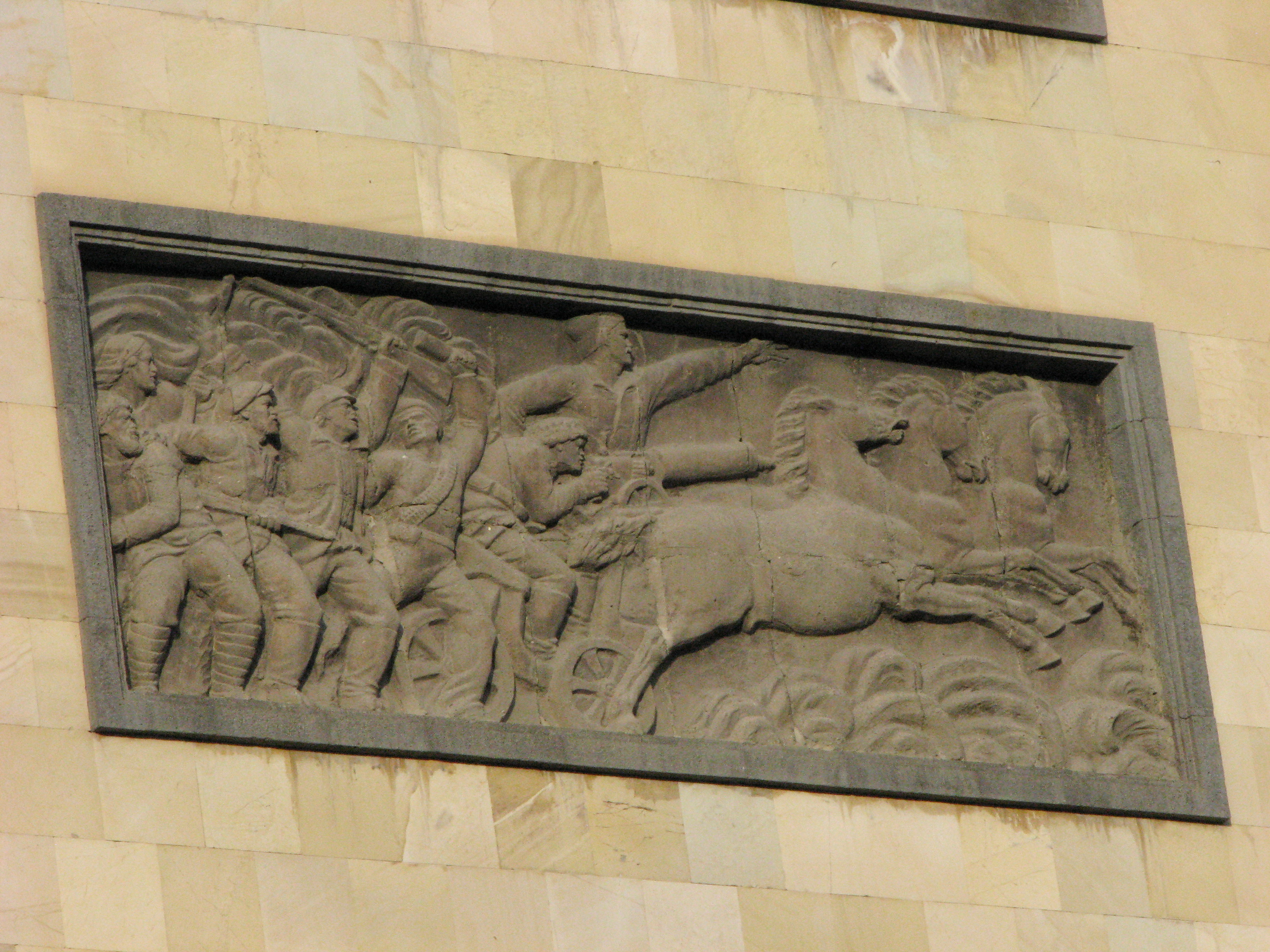
Relief på Biografen Moskva i Jerevan
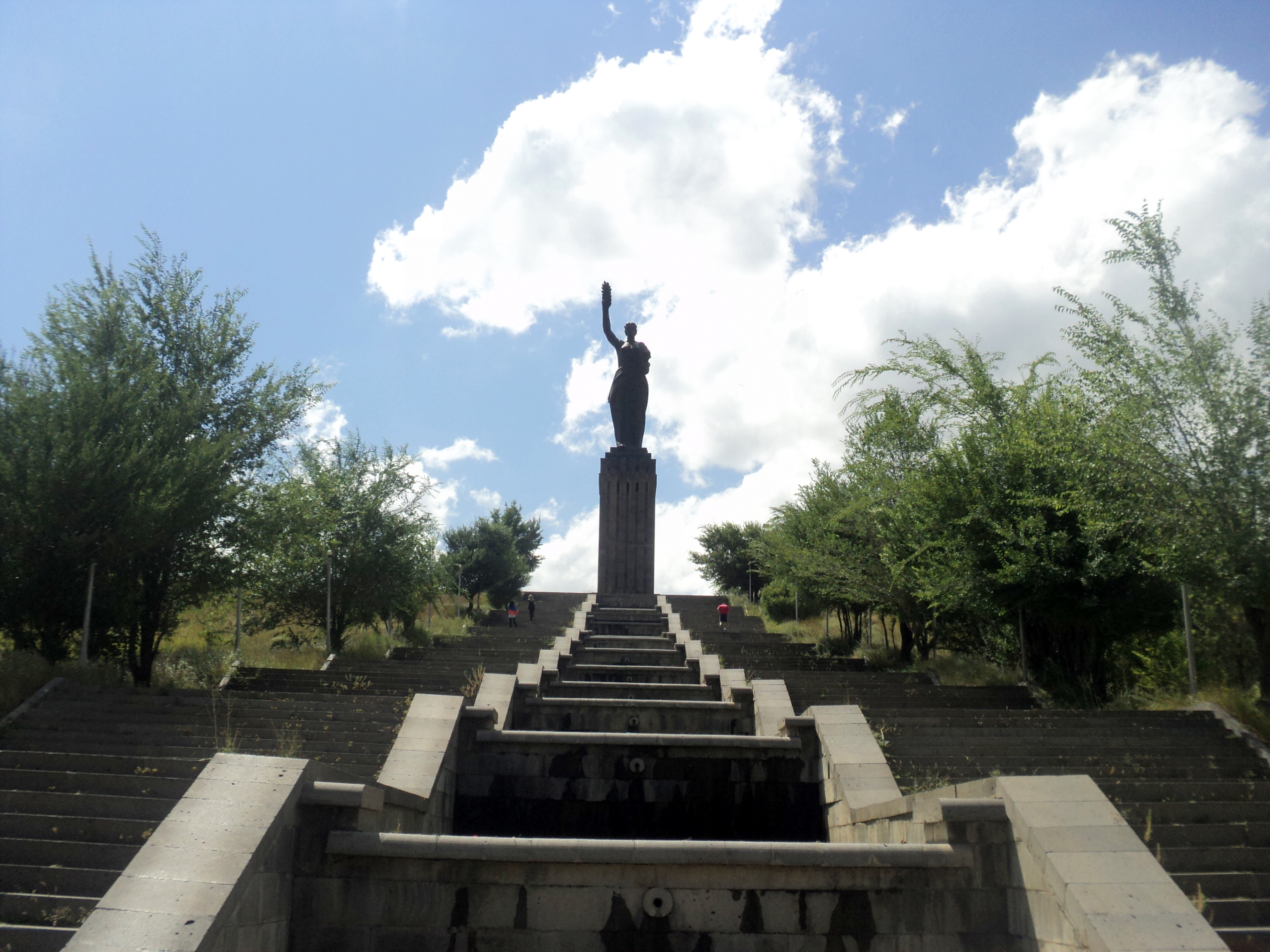
Monumentet Moder Armenien i Gjumri